# Ecma International
ECMA (acrônimo para European Computer Manufacturers Association) é uma associação fundada em 1961 dedicada à padronização de sistemas de informação. Desde 1994 passou a se denominar Ecma International para refletir suas atividades internacionais. A associação é aberta a companhias que produzem, comercializam ou desenvolvem sistemas de computação ou de comunicação na Europa.

## Algumas especificações importantes
- ECMA-262: especificação da linguagem de programação ECMAScript, que é a base do JavaScript.
- ECMA-334: especificação da linguagem de programação  C#.
- ECMA-335: especificação da Common Language Runtime (CLI).
- «ECMA-367». Especificação da linguagem de programação Eiffel.